# Саратовский библиотечный техникум
Саратовский библиотечный техникум — среднее-специальное учебное заведение существовавшее в Саратове с 1934 по 1959 год.

## История
Техникум был организован в 1934 году на базе библиотечного отделения Саратовского педагогического техникума, в котором с 1924 года велась подготовка библиотечных работников Поволжья. Директором была назначена Надежда Николаевна Фёдорова. Заметка об открытии техникума была помещена в газете «Правда Саратовского края» от 9 августа 1934 года. Большую роль в организации техникума оказала Н. К. Крупская — заведующим учебной частью Савелий Савельевич Семёнов неоднократно встречался с ней по вопросам организации обучения.
Техникум осуществлял подготовку библиотечных кадров средней квалификации.
Педагогический коллектив был укомплектован 14 преподавателями. Первый набор студентов составил 150 человек.
Занятия проводились вечернюю смену с 15 до 20 часов в помещении педагогического техникума, располагавшегося по адресу улица Радищева, дом 20, были переданы два общежития на 78 мест.
В годы Великой Отечественной войны многие преподаватели и студенты ушли добровольцами на фронт, а техникум взял под шефство саратовский эвакуационный госпиталь N3630, специализировавшийся на травмах органов зрения, где студентами проводились читки книг, газет, бюллетеней Советского информационного бюро. Учащиеся техникума принимали участие в работе М. П. Кутанина по созданию новой формы психической адаптации больных — библиотерапии.
После войны техникум размещается в новом здание в доме № 129 по улице Большая Горная, увеличивается число обучающихся.
В 1959 году по всей стране на базе техникумов создавались культурно-просветительские школы в составе двух отделений — библиотечного и клубного. Саратовский техникум был реорганизован в Саратовскую культурно-просветительную школу (с 1962 года — в Саратовское областное культурно-просветительное училище). В настоящее время правопреемником Саратовского библиотечного техникума является отделение Социально-культурной деятельности и народного художественного творчества Саратовского областного колледжа искусств.